# Línea Morgan

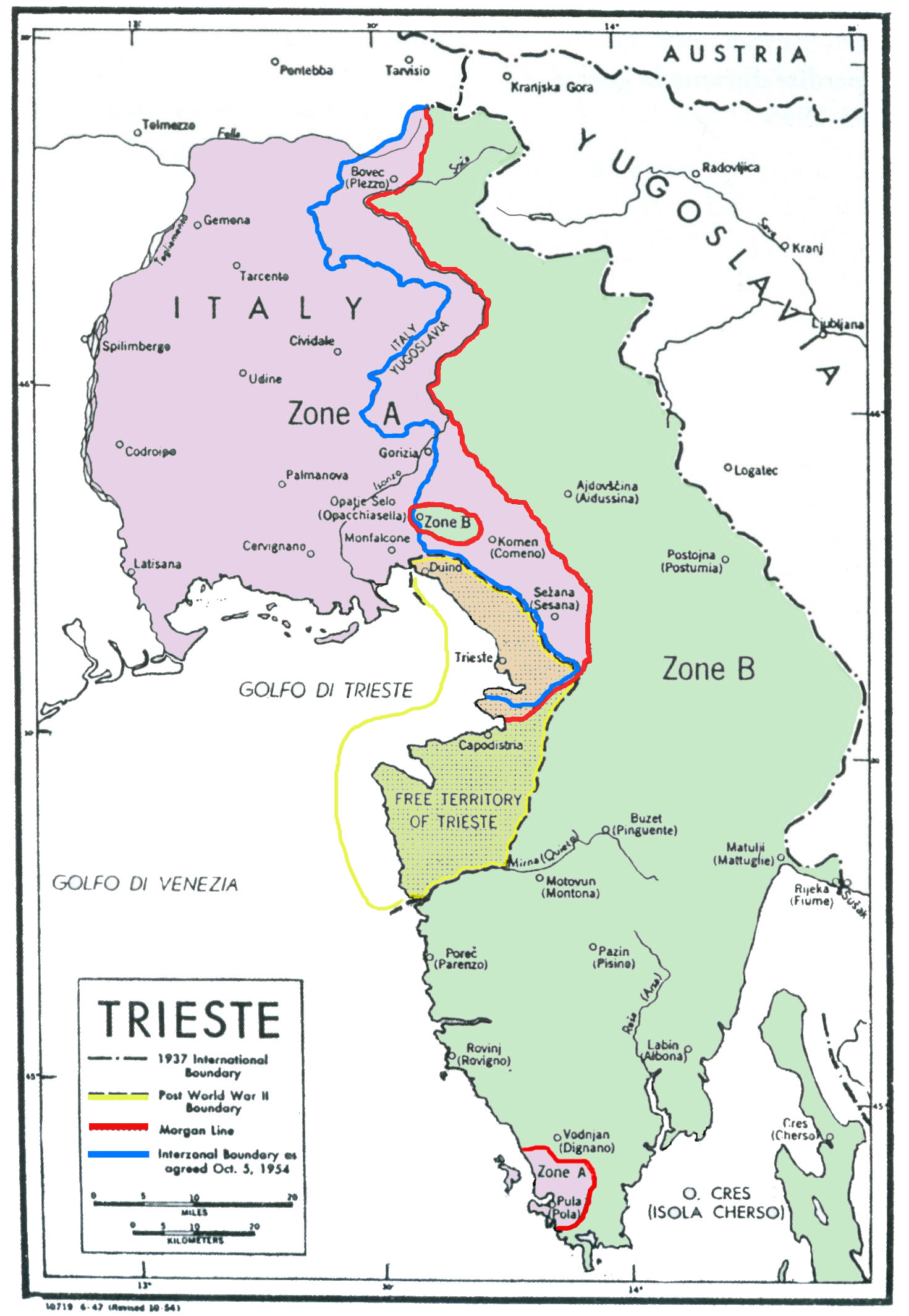
En la imagen se puede observar: 1) La línea discontinua negra representa el límite internacional hasta 1937; 2) En rojo la Línea Morgan y 3) en azul el límite que se acordó en 1954 que dividía el Territorio libre de Trieste y que fue luego refrendado en el Tratado de Osimo.

La Línea Morgan fue la demarcación, establecida en mayo de 1945, en el contexto del final de la Segunda Guerra Mundial, en la región de Venecia Julia, que hasta antes del conflicto bélico formó parte totalmente del Reino de Italia. Esta línea, establecía el límite entre dos administraciones militares de la región: la yugoslava en el este, y aquella que llevó adelante, en el oeste, la presencia militar de los aliados. A partir del 15 de septiembre de 1947 la administración aliada fue llevada en conjunto por fuerzas británicas (British Element Trieste Forces, "BETFOR") y fuerzas norteamericanas (Trieste United States Troops, "TRUST"), dejando por tanto de existir.
- Datos: Q2539118
- Multimedia: Morgan Line / Q2539118